# Bandera de Collsuspina
La bandera oficial de Collsuspina té la descripció següent:
Bandera apaïsada, de proporcions dos d'alt per tres de llarg, blanca, amb un triangle de base l'altura del pal i el vèrtex en el mig de l'altura del vol, verd; damunt d'aquest un altre triangle amb la mateixa base i el vèrtex en el centre de la bandera, groc.

## Història
La bandera de Collsuspina va ser aprovada el 30 de març del 2006 pel ple de l'Ajuntament i fou publicada al DOGC núm. 4660 el 22 de juny del mateix any. Està basada en l'escut heràldic de la localitat.

## Curiositats
Altres banderes amb un disseny de dos triangles són:

Bandera de Guyana